# Malin Hartelius

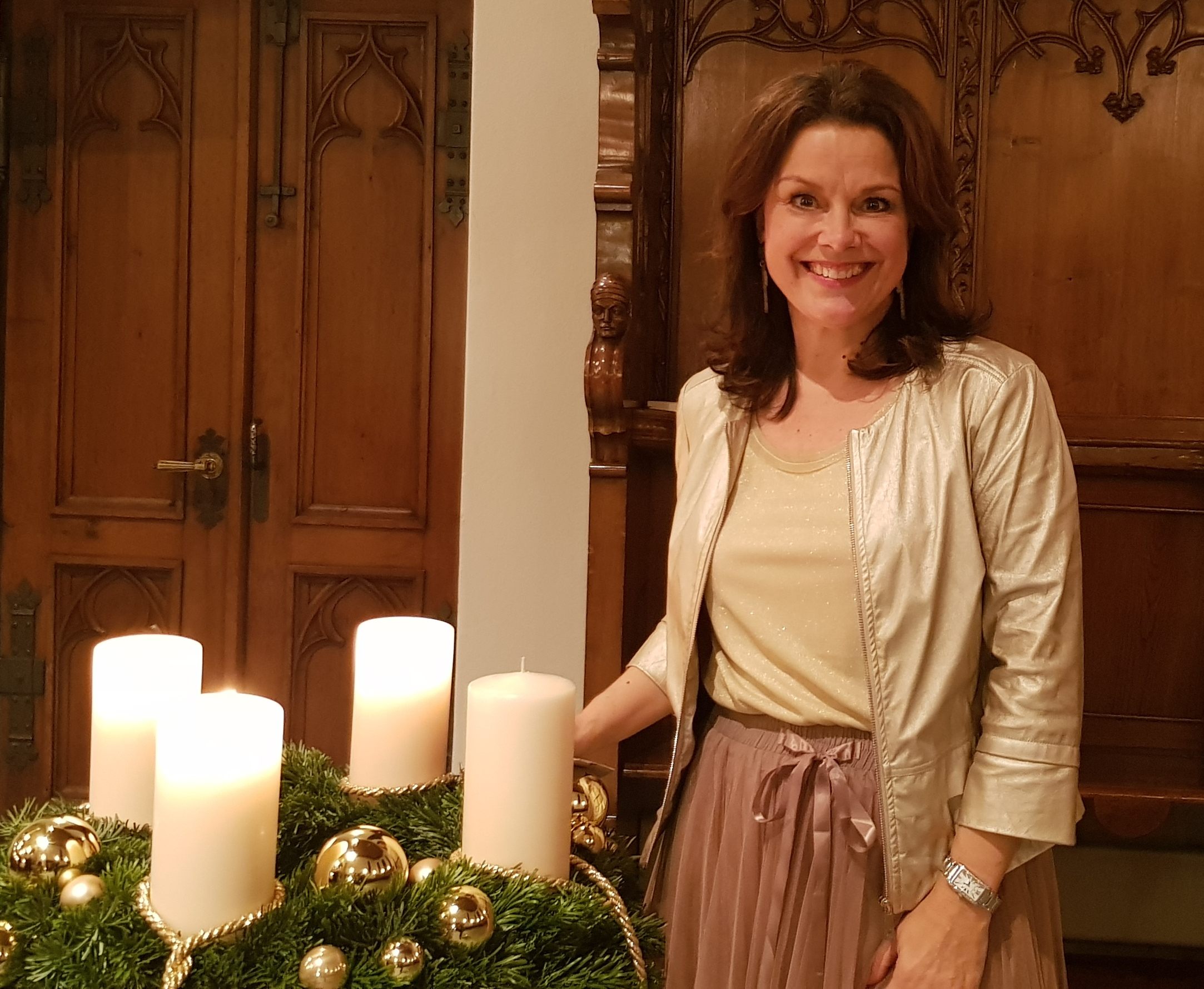
Malin Hartelius, 2021

Malin Hartelius (* 1. September 1966 in Malmö) ist eine schwedische Opernsängerin (Sopran).

## Leben
Malin Hartelius studierte in Wien, war hier Schülerin  von Margarethe Bence, Mitglied des Opernstudios und in der Spielzeit 1990/91 gehörte sie dem Ensemble der Wiener Staatsoper an.
Seit 1991/92 ist sie dem Opernhaus Zürich verbunden, wo sie die Sophie, Elvira, Servilia, Pamina in Die Zauberflöte, Konstanze in Die Entführung aus dem Serail, Fiordiligi in Così fan tutte, Adele in Die Fledermaus, Blondchen in Die Entführung aus dem Serail, Ännchen in Der Freischütz, Adina, Norina, Celia in Lucio Silla, Estrella und Eudoxie in La juive gesungen hat.
Gastspiele führten die Künstlerin zu den Festivals in Ludwigsburg (1990), Schwetzingen (1991), Salzburg (1992, 1996 und 2013) und Aix-en-Provence. Sie sang Adina in Frankfurt, Sophie in Berlin, Adele in Paris, Konstanze in Hamburg, Pamina in Mannheim und Marzelline in München.
Im Konzertbereich arbeitet Malin Hartelius  mit Dirigenten wie William Christie, Nikolaus Harnoncourt, Riccardo Chailly, John Eliot Gardiner, Charles Mackerras und Franz Welser-Möst und Orchestern wie den Wiener Philharmonikern, dem Tonhalle-Orchester Zürich, dem Cleveland Orchestra, dem Philharmonia Orchestra, dem Symphonieorchester des Bayerischen Rundfunks und dem London Symphony Orchestra.
Höhepunkte der jüngsten Zeit waren Konzerte mit dem Orchestre de la Suisse Romande in Genf und Lausanne, Brahms’ Deutsches Requiem mit dem Cleveland Orchestra und unter Franz Welser-Möst und dem Wiener Musikverein Così fan tutte.
Am Opernhaus Zürich sang sie in Don Giovanni, Barbarina in Le nozze di Figaro sowie Eudoxie in La juive und Il re pastore, bei den Salzburger Festspielen 2012 die Pamina in Peter von Winters Das Labyrinth.

## Auszeichnungen
- 2010: Verleihung der höchsten schwedischen Auszeichnung für Künstler, dem Orden für Wissenschaft und Kunst Litteris et Artibus durch den König von Schweden.